# Daily Monitor
Daily Monitor ist eine der beiden großen nationalen Tageszeitungen in Uganda neben New Vision. Die Auflage beträgt etwa 20.000 und der Sitz ist in Kampala.
Die Zeitung wurde unter dem Namen The Monitor 1992 als unabhängige Zeitung von sechs Journalisten begründet. Im Oktober 2002 wurde die Redaktion vom Staat für zehn Tage geschlossen, nachdem die Zeitung über eine geheime Militäroperation berichtet hatte. 2005 wurde sie in Daily Monitor umbenannt.